# Fuerzas Armadas de Mauritania
Las Fuerzas Armadas de Mauritania (en árabe: الجيش الوطني الموريتاني) (en francés: Armée Nationale Mauritanienne) es la fuerza de defensa de la República islámica de Mauritania, que tiene un ejército de tierra, una armada y una fuerza aérea, una gendarmería y una guardia de honor presidencial, otros servicios incluyen la guardia nacional y la policía nacional, aunque ambas están subordinadas al Ministerio del Interior mauritano.

## Armada de Mauritania

### Introducción
La Armada de Mauritania, tiene 620 efectivos y 11 buques de patrulla costera, y cuenta con bases en Nuadibú y Nuakchot. La Agencia Central de Inteligencia (CIA) informa de que la armada mauritana dispone de fuerzas de infantería naval. Mauritania ha desarrollado un plan quinquenal para convertir a su armada en una fuerza naval capaz de defender la zona económica exclusiva de 235.000 kilómetros cuadrados del país, dijo el almirante Isselkou Ould Cheik El-Weli, durante una ceremonia de ascenso celebrada en la base naval de Nuadibú a finales de mayo de 2017. El sitio web "saharamedias.net", informó que el plan incluye la adquisición de dos embarcaciones de 60 metros, que actualmente se encuentran en construcción, y de barcos de tamaño mediano, así como la formación de tres compañías de infantería naval. Nuakchot alberga un puerto de aguas profundas. La ciudad sirve como un centro administrativo y económico de Mauritania.

### Historia
La Armada de Mauritania fue creada el 25 de enero de 1966, tras la ampliación de las aguas territoriales de Mauritania de 12 a 30 millas náuticas (de 22 a 56 kilómetros). En 1972, la Armada mauritana tenía un buque patrullero, una cañonera y dos patrulleras que realizaban tareas de control de puertos y aduanas. En 1987 la armada mauritana contaba con 13 barcos, de estos barcos, solamente ocho estaban en condiciones de navegar. Sin contar con el apoyo de una Guardia costera eficaz, los buques de la armada mauritana no pueden controlar las aguas territoriales de Mauritania. La armada mauritana tiene bases navales en las ciudades de Nuakchot y Nuadibú.

### Zona económica exclusiva
La zona económica exclusiva de Mauritania, se extiende hasta unos 370 kilómetros (200 millas náuticas) de la costa.

### Fotografías

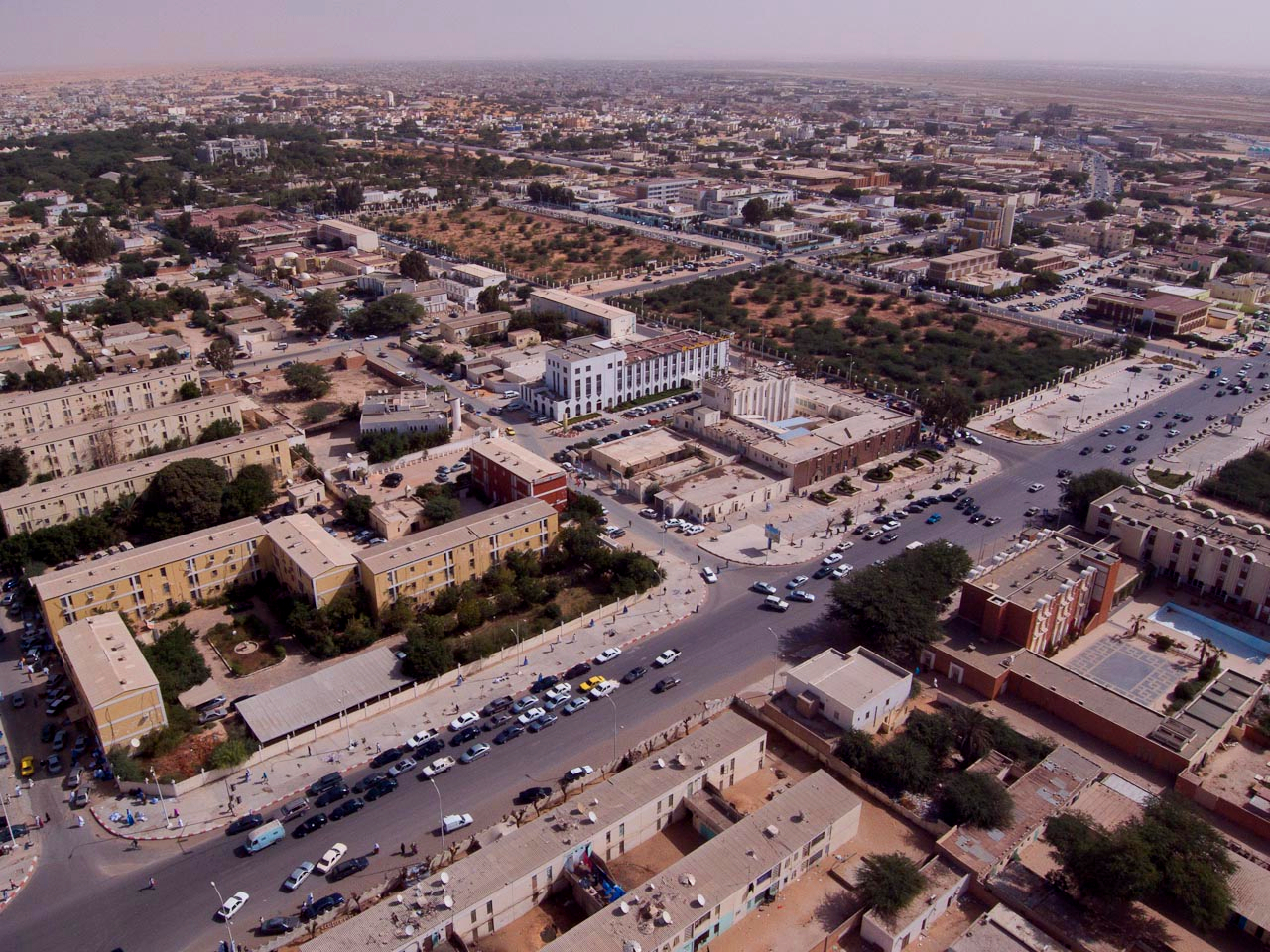
Vista aérea de la ciudad de Nuakchot, la capital del país y el cuartel general de la Armada mauritana.

### Embarcaciones
| Nombre           | Origen   | Tipo       |
| ---------------- | -------- | ---------- |
| Limam El Hadrami | China    | Patrullera |
| Timbedra         | China    | Patrullera |
| Gorgol           | China    | Patrullera |
| Abubakr Ben Amer | Francia  | Patrullera |
| El Nasr          | Francia  | Patrullera |
| Zbar             | Alemania | Patrullera |

## Ejército de Tierra de Mauritania

### Introducción
En marzo de 1985, la Agencia de Inteligencia de la Defensa, informó que el ejército mauritano tenía 8.300 efectivos, sin contar con las fuerzas de reserva, estos datos proceden de un informe de la inteligencia militar estadounidense, sobre la región del Sáhara.

### Armas antitanque
El ejército mauritano dispone de las siguientes armas antitanque: Misiles anticarro filoguiados MILAN, cañones sin retroceso M-40 de 106mm y M-20 de 75mm, y lanzacohetes RPG-7.

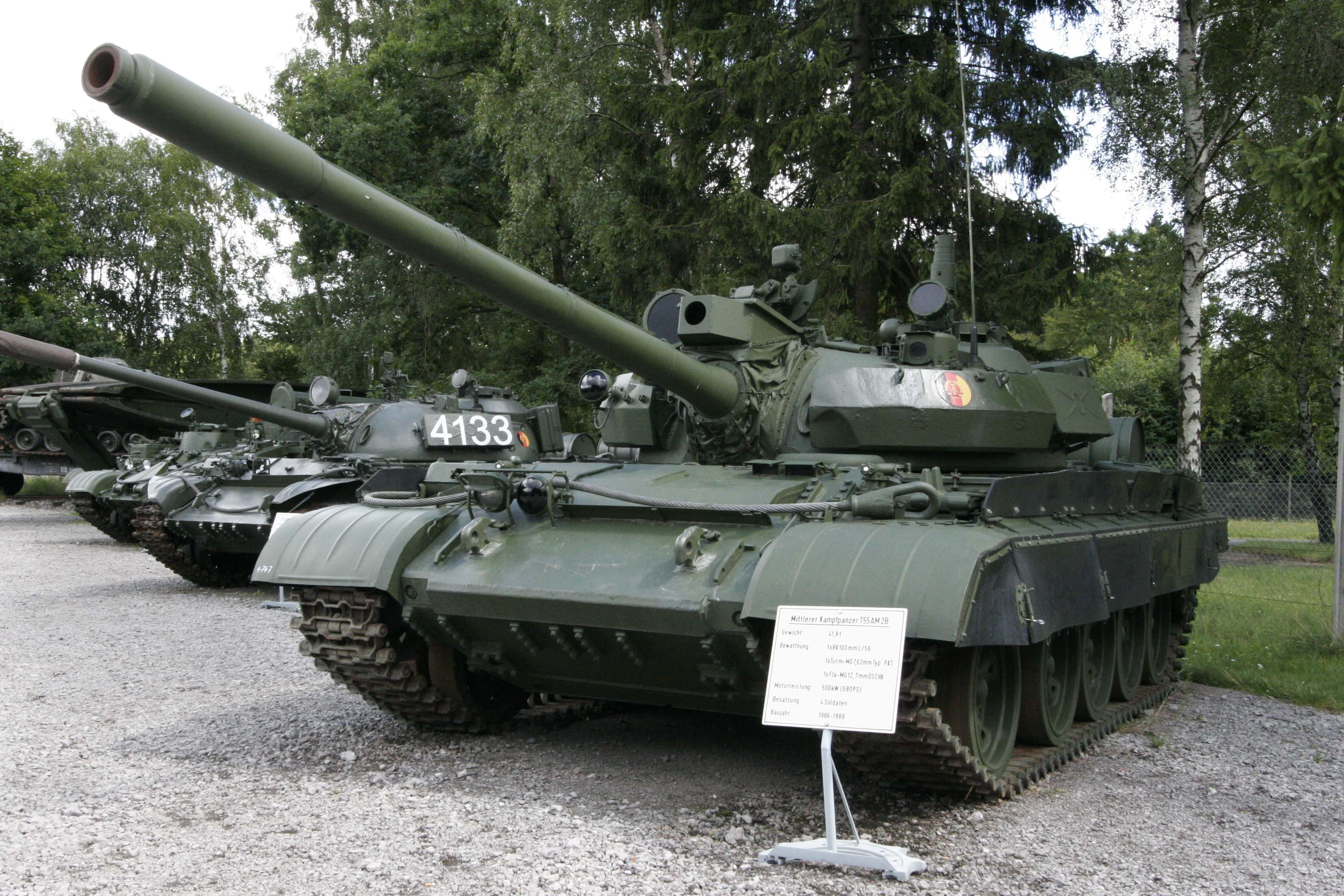
Carro de combate T-55, en el museo de los blindados de Münster, en Alemania.

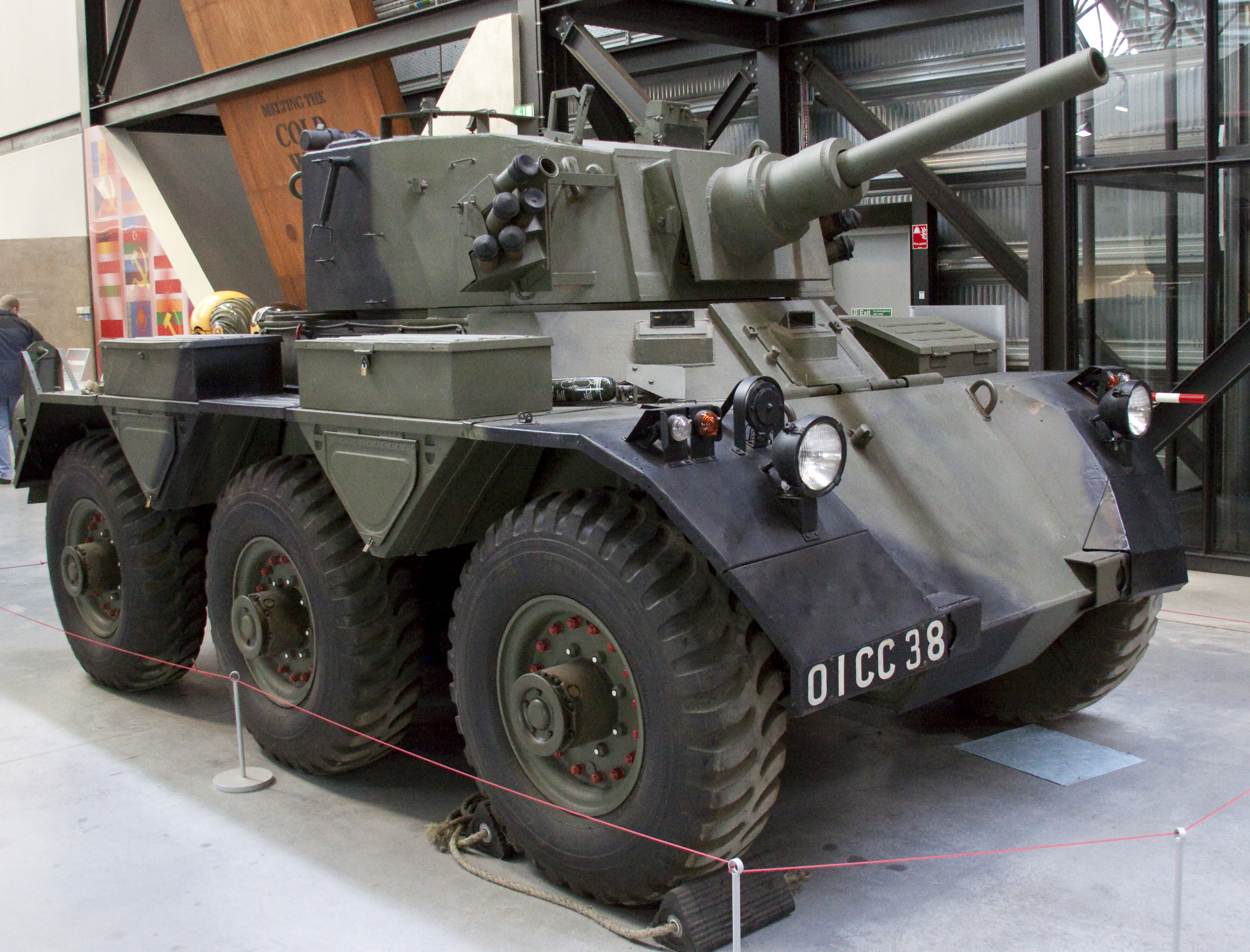
Vehículo Alvis Saladin, en el museo de la Real Fuerza Aérea Británica de Cosford, Reino Unido.

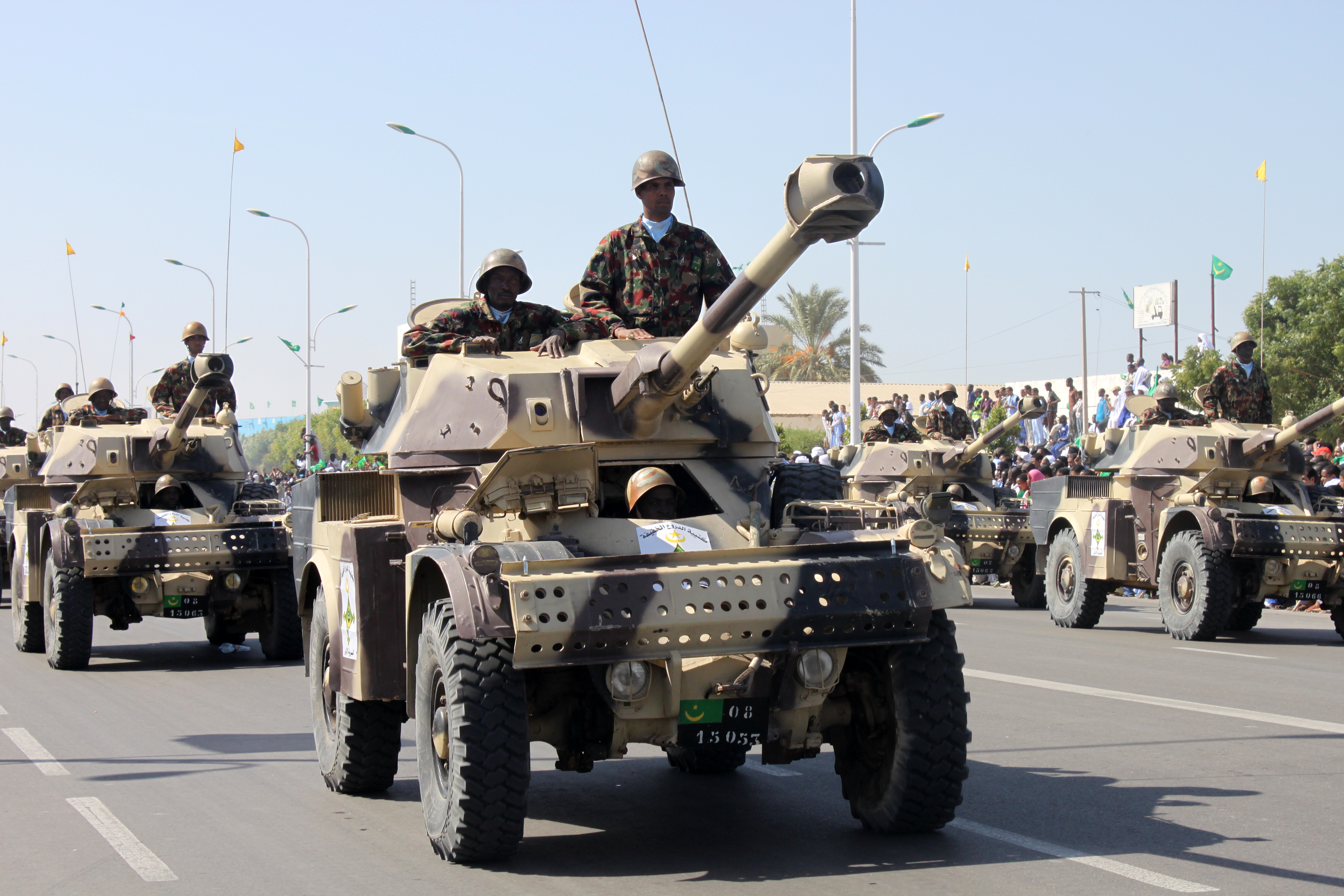
Vehículo Panhard AML del Ejército de tierra mauritano, en un desfile militar.

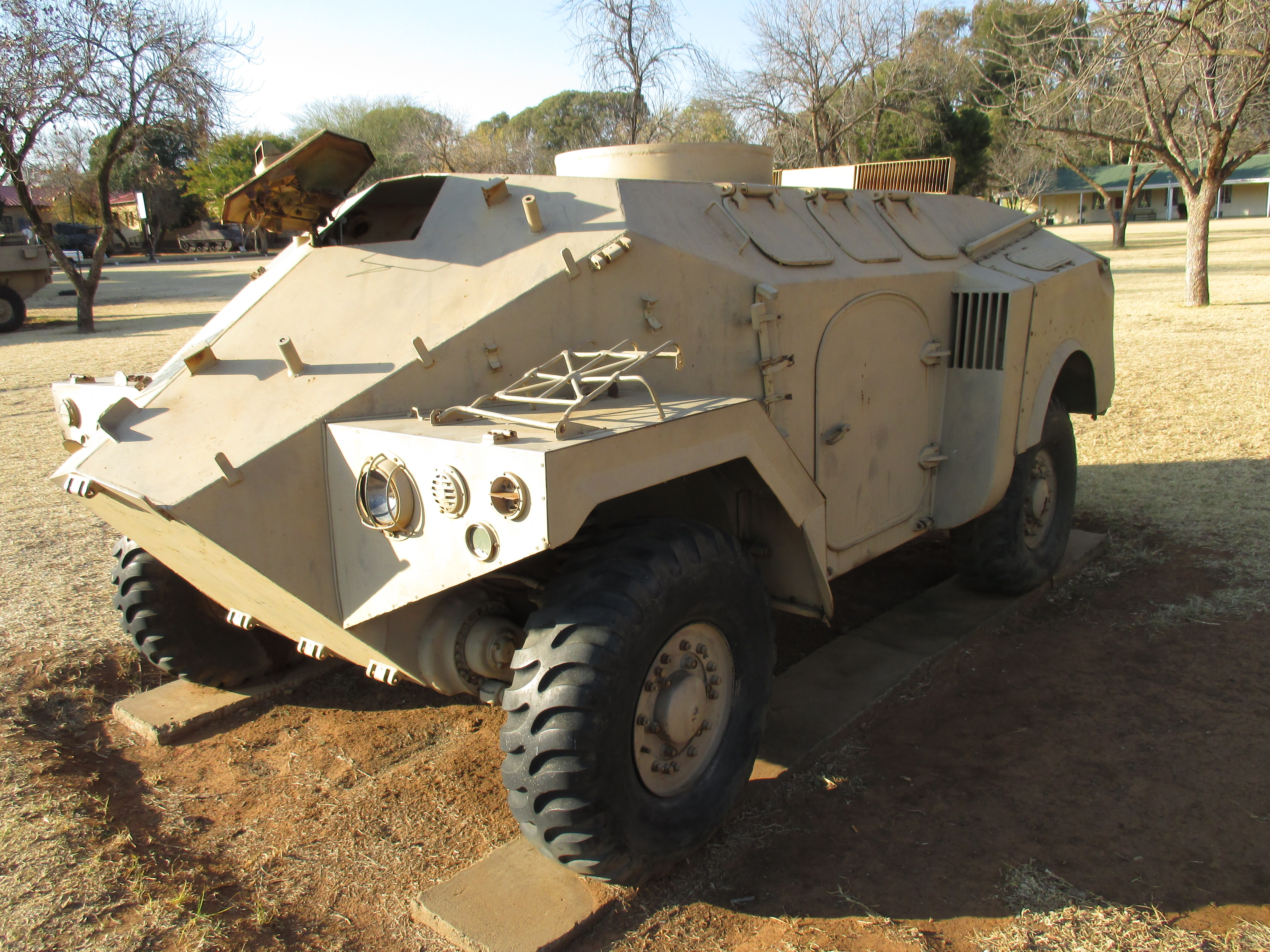
Panhard M3.

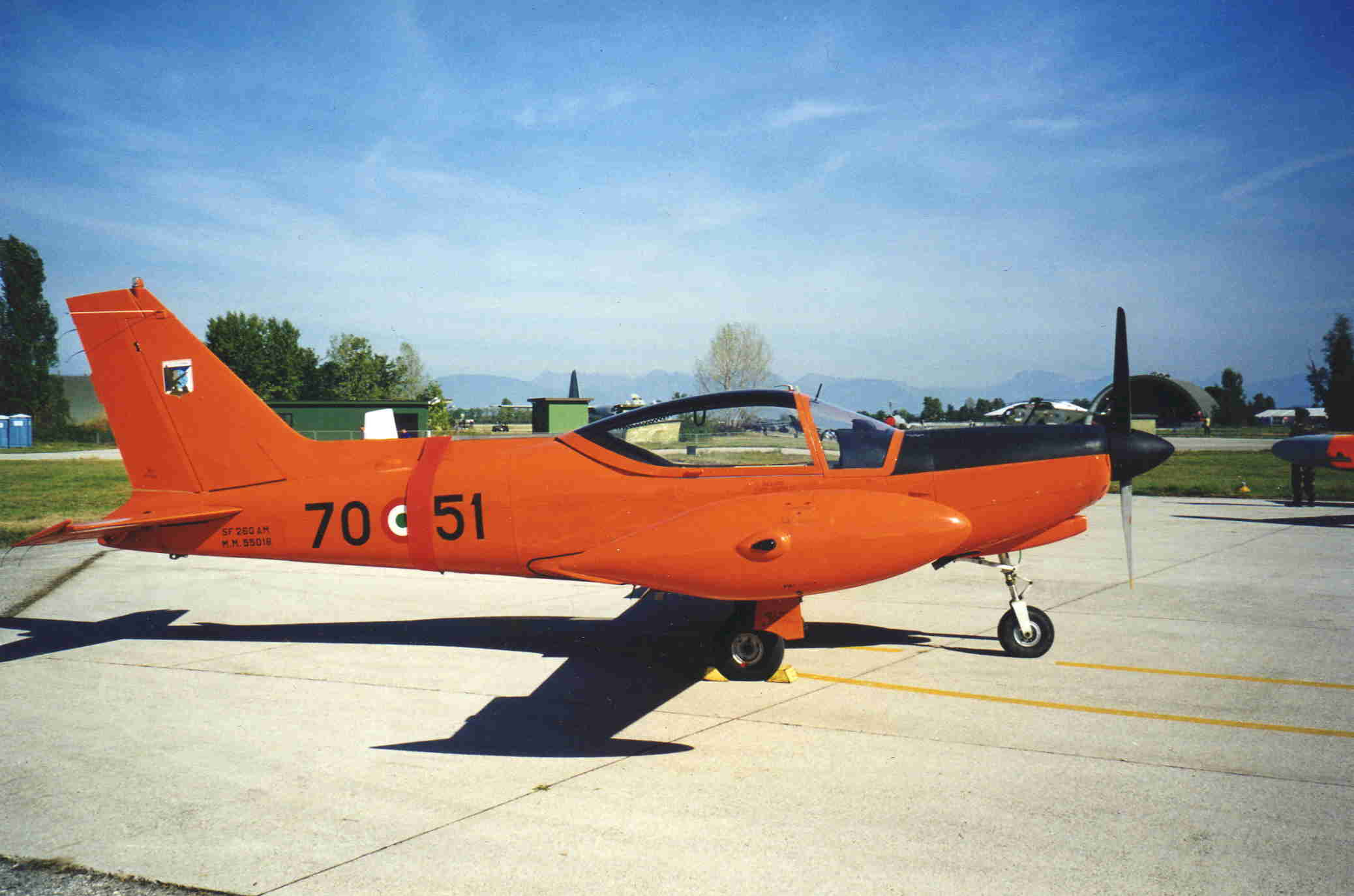
Aermacchi SF-260, un avión de entrenamiento de la Aeronautica Militare.

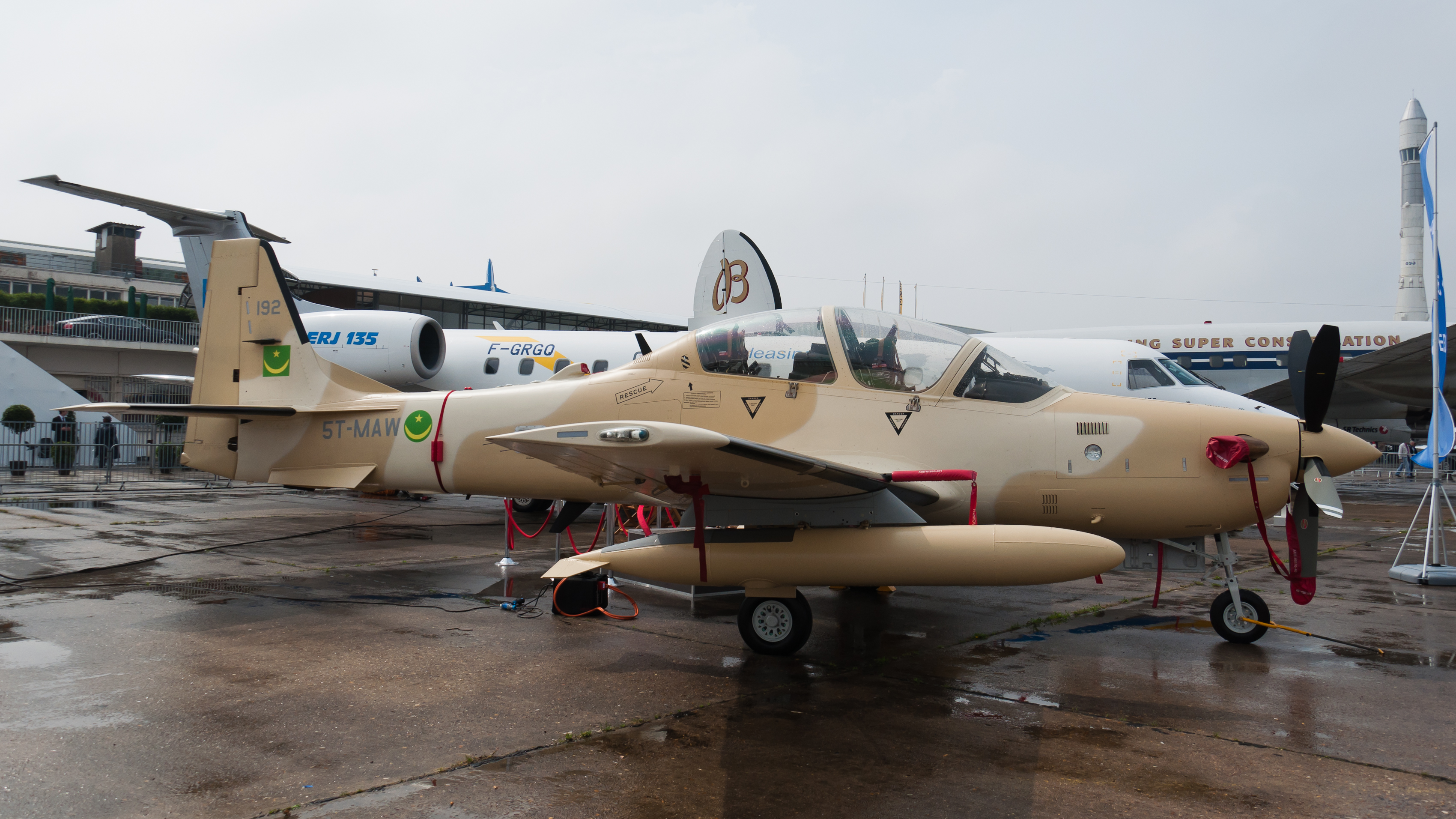
Embraer EMB 314 Super Tucano de la Fuerza Aérea de Mauritania, en el Salón Internacional de la Aeronáutica y el Espacio de París-Le Bourget.

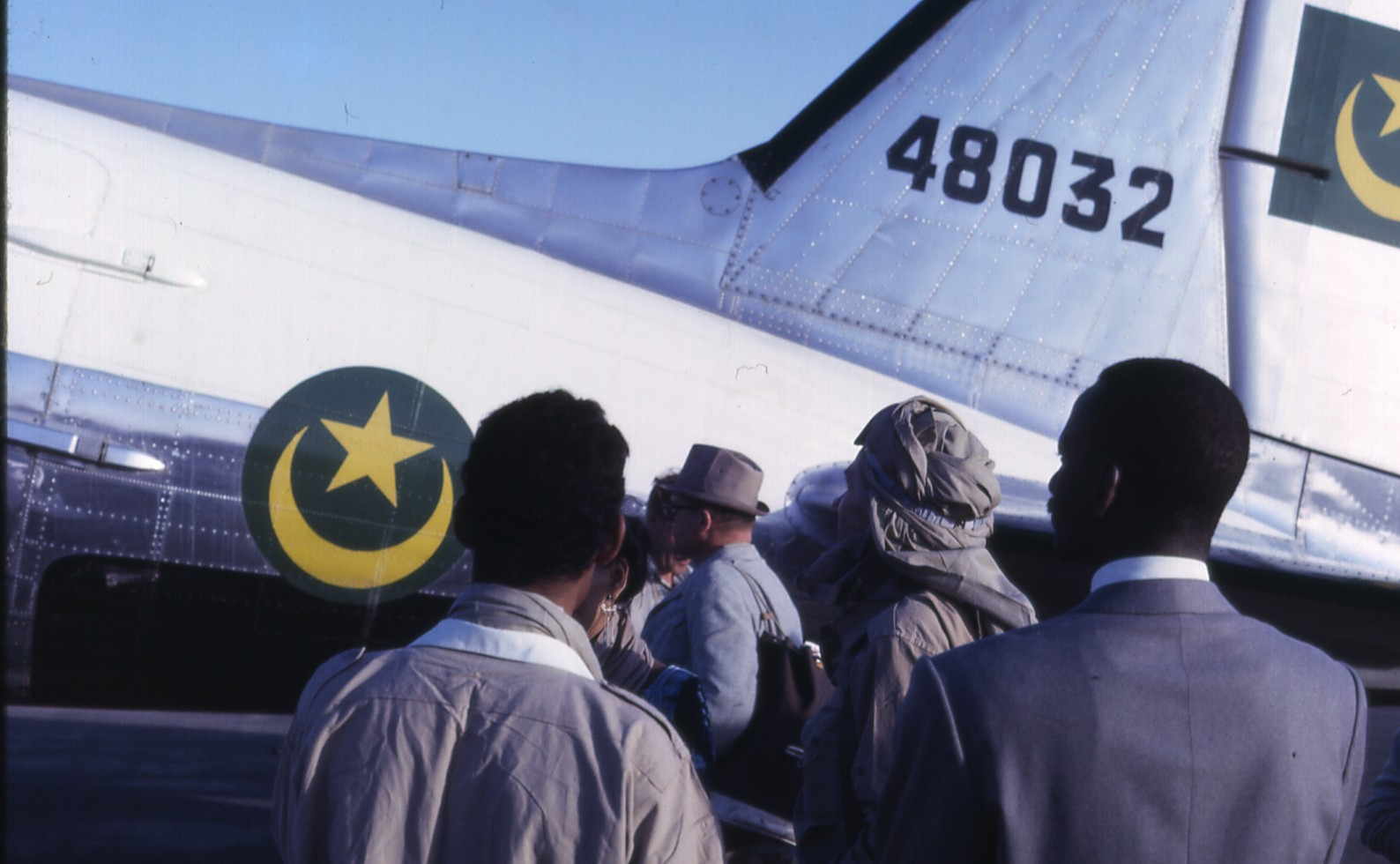
Un Douglas C-47 Skytrain mauritano, en el desierto del Sáhara.

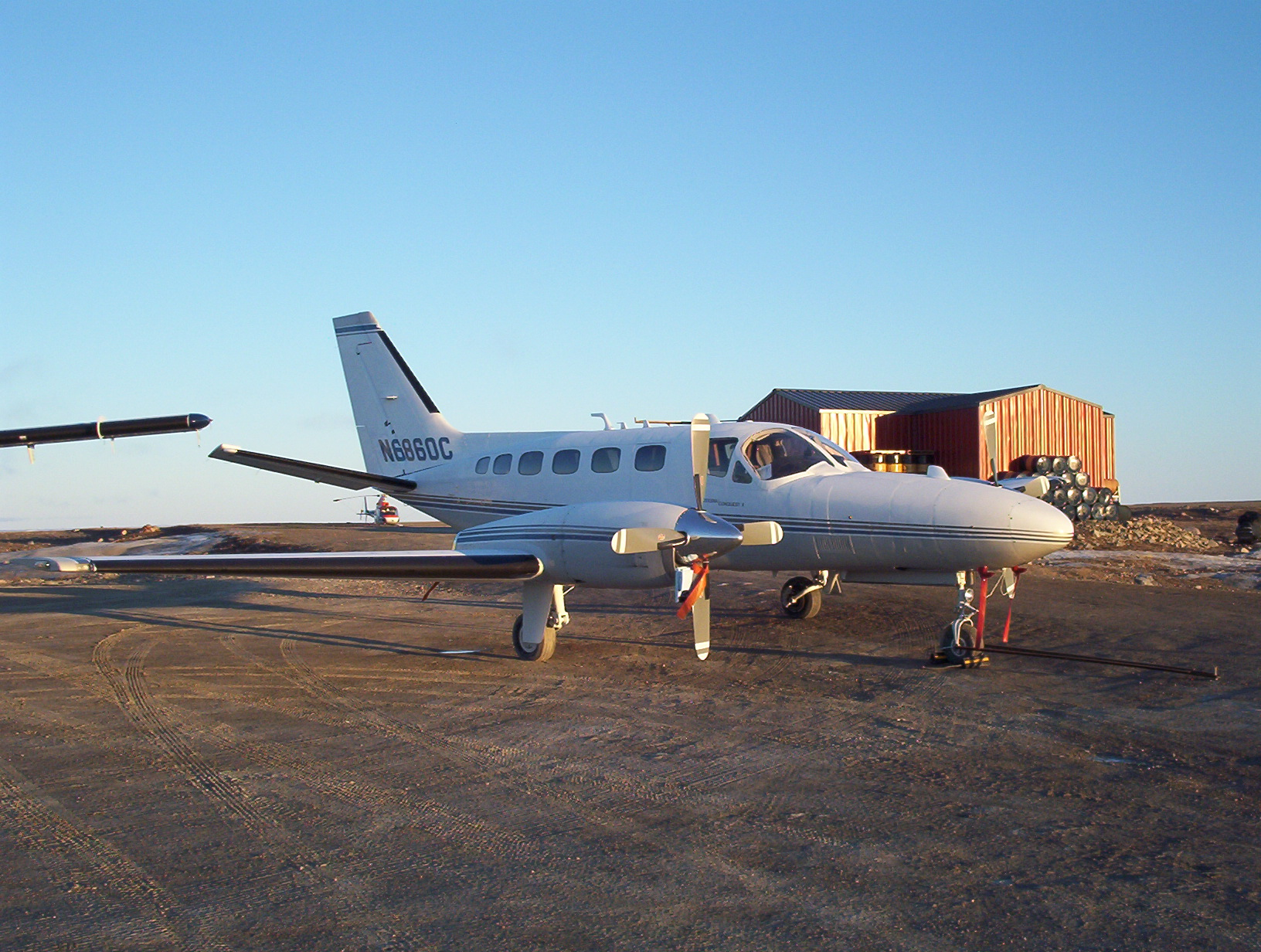
Cessna 441 Conquest.

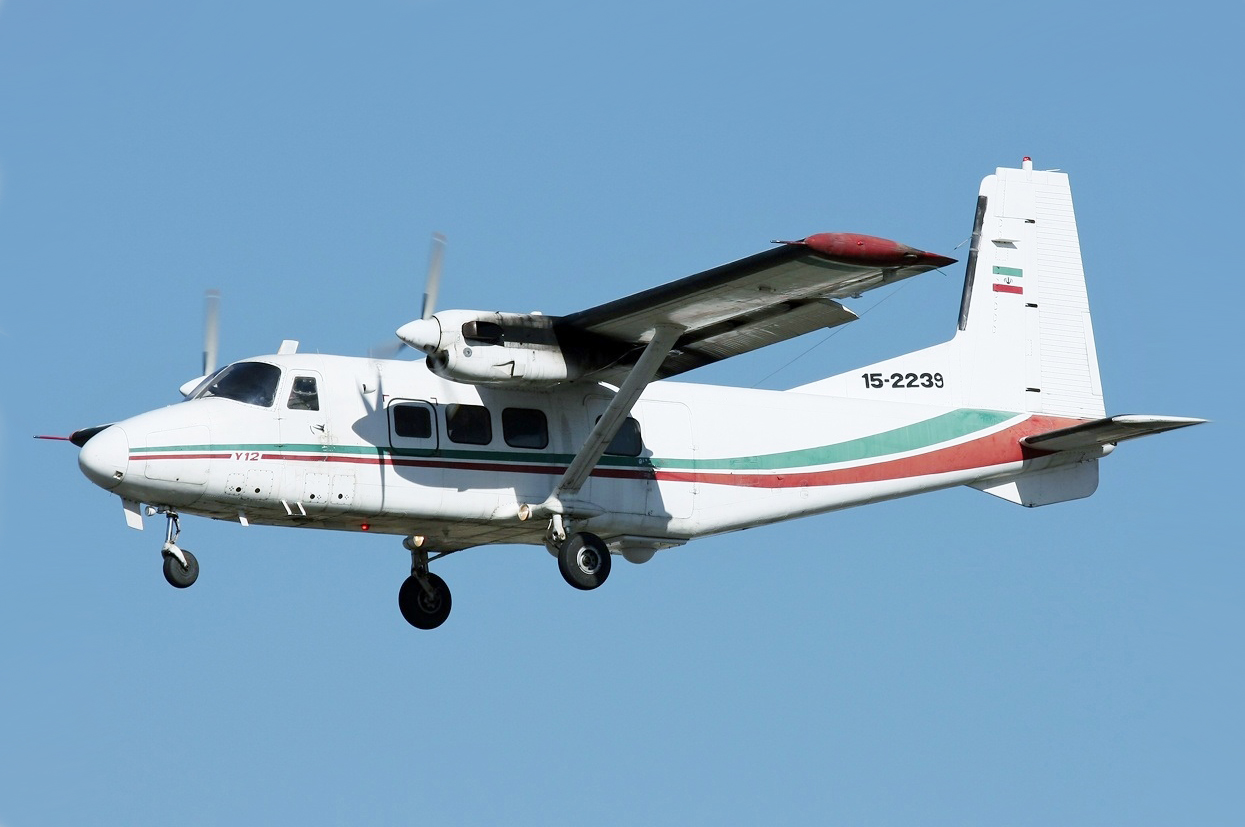
Aeronave Harbin Y-12 de los Cuerpos de la Guardia Revolucionaria Islámica.

### Artillería y morteros
La artillería mauritana consiste en piezas de artillería remolcada y en morteros de 60mm y 120mm.

### Defensa antiaérea
La defensa antiaérea mauritana consiste en misiles tierra-aire (SAM) SA-7 Grail y SA-9 Gaskin, piezas de artillería antiaérea remolcada ZPU-4, ametralladoras pesadas KPV de 14.5mm , cañones automáticos de defensa antiaérea ZSU-23-2 de 23mm, M1939 (61-K) de 37mm y AZP S-60 de 57mm, y cañones antiaéreos KS-19 de 100mm.

### Equipamiento del Ejército de Tierra de Mauritania

#### Armas de fuego
| Nombre                   | Imagen   | Origen          | Tipo                                   | Munición             | Fabricante                                                                             |
| Pistolas                 | Pistolas | Pistolas        | Pistolas                               | Pistolas             | Pistolas                                                                               |
| ------------------------ | -------- | --------------- | -------------------------------------- | -------------------- | -------------------------------------------------------------------------------------- |
| MAC Mle 1950             |          | Francia         | Pistola semiautomática                 | 9 × 19 mm Parabellum | Manufacture d'armes de Châtellerault                                                   |
| Tokarev TT-33            |          | Unión Soviética | Pistola semiautomática                 | 7,62 × 25 mm Tokarev | Planta de armas de Tula                                                                |
| Arma de defensa personal |          |                 |                                        |                      |                                                                                        |
| FN P90                   |          | Bélgica         | Arma de defensa personal               | 5,7 × 28 mm          | FN Herstal                                                                             |
| Subfusiles               |          |                 |                                        |                      |                                                                                        |
| MAT-49                   |          | Francia         | Subfusil                               | 9 × 19 mm Parabellum | Manufacture Nationale d'Armes de Tulle                                                 |
| Star Modelo Z-45         |          | España          | Subfusil                               | 9 x 23 mm            | STAR, Bonifacio Echeverría S.A.                                                        |
| Carabinas                |          |                 |                                        |                      |                                                                                        |
| SKS                      |          | Unión Soviética | Carabina                               | 7,62 × 39 mm         | Planta de armas de Tula                                                                |
| Fusiles                  |          |                 |                                        |                      |                                                                                        |
| MAS-36                   |          | Francia         | Fusil de cerrojo                       | 7,5 × 54 mm Francés  | Manufacture d'Armes de Saint-Etienne                                                   |
| MAS-49                   |          | Francia         | Fusil semiautomático                   | 7,5 × 54 mm Francés  | Manufacture d'Armes de Saint-Etienne                                                   |
| FR F1                    |          | Francia         | Fusil de francotiradorFusil de cerrojo | 7,5 × 54 mm Francés  | Manufacture d'Armes de Saint-Etienne                                                   |
| AKM                      |          | Unión Soviética | Fusil de asalto                        | 7,62 × 39 mm         | Corporación Kalashnikov                                                                |
| Heckler & Koch G3        |          | Alemania        | Fusil de combate                       | 7,62 × 51 mm OTAN    | Heckler & Koch                                                                         |
| Ametralladoras           |          |                 |                                        |                      |                                                                                        |
| AAT-52                   |          | Francia         | Ametralladora de propósito general     | 7,5 × 54 mm Francés  | Manufacture d'Armes de Saint-Etienne                                                   |
| Ametralladora PK         |          | Unión Soviética | Ametralladora de propósito general     | 7,62 × 54 mm R       | Planta Degtiariov                                                                      |
| Browning M1919           |          | Estados Unidos  | Ametralladora media                    | .30-06 Springfield   | Buffalo Arms CorporationColt's Manufacturing Company General MotorsRock Island Arsenal |
| Browning M2              |          | Estados Unidos  | Ametralladora pesada                   | 12,7 × 99 mm OTAN    | FN HerstalGeneral DynamicsUS OrdnanceOhio Ordnance                                     |
| Ametralladora pesada KPV |          | Unión Soviética | Ametralladora pesada                   | 14,5 × 114 mm        | Planta Degtiariov                                                                      |

#### Camuflaje
| Nombre                    | Imagen            | Origen            | Tipo              |
| Camuflaje militar         | Camuflaje militar | Camuflaje militar | Camuflaje militar |
| ------------------------- | ----------------- | ----------------- | ----------------- |
| TAZ 83                    |                   | Suiza             | Bosque            |
| Camuflaje Central-Europeo |                   | Francia           | Desierto          |

#### Granadas propulsadas por cohete
| Nombre                        | Imagen                        | Origen                        | Tipo                          | Munición                      | Fabricante                    |
| Granada propulsada por cohete | Granada propulsada por cohete | Granada propulsada por cohete | Granada propulsada por cohete | Granada propulsada por cohete | Granada propulsada por cohete |
| ----------------------------- | ----------------------------- | ----------------------------- | ----------------------------- | ----------------------------- | ----------------------------- |
| RPG-7                         |                               | Unión Soviética               | Granada propulsada por cohete | Cohete de 85 mm               | Bazalt                        |

#### Carros de combate
| Nombre            | Imagen            | Origen            | Tipo                       | Armamento principal                             | Armamento secundario                                                                             | Fabricante                                    |
| Carros de combate | Carros de combate | Carros de combate | Carros de combate          | Carros de combate                               | Carros de combate                                                                                | Carros de combate                             |
| ----------------- | ----------------- | ----------------- | -------------------------- | ----------------------------------------------- | ------------------------------------------------------------------------------------------------ | --------------------------------------------- |
| T-54/T-55         |                   | Unión Soviética   | Carro de combate principal | 1 Cañón antitanque D-10T (M1944 BS-4) de 100 mm | 1 ametralladora antiaérea DShK de 12.7 mm1 ametralladora coaxial Goriunov SG-43 / SGM de 7.62 mm | UralvagonzavodPlanta de Locomotoras de Járkov |

#### Automóviles blindados
| Nombre                | Imagen                | Origen                | Tipo                                                  | Armamento principal                   | Armamento secundario                       | Fabricante            |
| Automóviles blindados | Automóviles blindados | Automóviles blindados | Automóviles blindados                                 | Automóviles blindados                 | Automóviles blindados                      | Automóviles blindados |
| --------------------- | --------------------- | --------------------- | ----------------------------------------------------- | ------------------------------------- | ------------------------------------------ | --------------------- |
| Panhard AML           |                       | Francia               | Automóvil blindado                                    | 1 cañón GIAT/Nexter de 90 mm          | 2 ametralladoras AAT-52 de 7.5 × 54 mm     | Panhard               |
| Alvis Saladin         |                       | Reino Unido           | Automóvil blindado                                    | 1 cañón de 76 mm                      | 2 ametralladoras Browning M1919 de 7.62 mm | Alvis                 |
| BRDM-2                |                       | Unión Soviética       | Automóvil blindadoVehículo de reconocimiento blindado | 1 ametralladora pesada KPV de 14.5 mm | 1 ametralladora PK de 7.62 mm              | GAZ                   |

#### Transportes blindados de personal
| Nombre                            | Imagen                            | Origen                            | Armamento                                 | Fabricante                        |
| Transportes blindados de personal | Transportes blindados de personal | Transportes blindados de personal | Transportes blindados de personal         | Transportes blindados de personal |
| --------------------------------- | --------------------------------- | --------------------------------- | ----------------------------------------- | --------------------------------- |
| Alvis Saracen                     |                                   | Reino Unido                       | 1 ametralladora Browning M1919 de 7.62 mm | Alvis                             |
| Panhard M3                        |                                   | Francia                           | 1 ametralladora AAT-52 de 7.5 × 54 mm     | Panhard                           |

#### Artillería
| Nombre     | Imagen     | Origen          | Tipo             | Calibre    | Fabricante                                     |
| Artillería | Artillería | Artillería      | Artillería       | Artillería | Artillería                                     |
| ---------- | ---------- | --------------- | ---------------- | ---------- | ---------------------------------------------- |
| D-74       |            | Unión Soviética | Cañón de campaña | 122mm      | Planta de Artillería Número 9 de Ekaterimburgo |
| D-30       |            | Unión Soviética | Obús remolcado   | 122mm      | Planta de Artillería Número 9 de Ekaterimburgo |
| M101A1     |            | Estados Unidos  | Obús remolcado   | 105mm      | Rock Island Arsenal                            |

#### Morteros
| Nombre                   | Imagen   | Origen         | Tipo     | Calibre  | Fabricante   |
| Morteros                 | Morteros | Morteros       | Morteros | Morteros | Morteros     |
| ------------------------ | -------- | -------------- | -------- | -------- | ------------ |
| Mortero Brandt modelo F1 |          | Francia        | Mortero  | 120mm    | Thales Group |
| Mortero M2 de 60mm       |          | Estados Unidos | Mortero  | 60mm     |              |

#### Misiles antitanque
| Nombre             | Imagen             | Origen             | Sistema de guía              | Carga explosiva     | Fabricante         |
| Misiles antitanque | Misiles antitanque | Misiles antitanque | Misiles antitanque           | Misiles antitanque  | Misiles antitanque |
| ------------------ | ------------------ | ------------------ | ---------------------------- | ------------------- | ------------------ |
| MILAN              |                    | Francia            | Misil guiado por cableSACLOS | HEATCarga en tándem | MBDA               |

#### Cañones sin retroceso
| Nombre                  | Imagen                | Origen                | Calibre               | Fabricante                              |
| Cañones sin retroceso   | Cañones sin retroceso | Cañones sin retroceso | Cañones sin retroceso | Cañones sin retroceso                   |
| ----------------------- | --------------------- | --------------------- | --------------------- | --------------------------------------- |
| Cañón sin retroceso M40 |                       | Estados Unidos        | 105 mm                | Watervliet Arsenal                      |
| Cañón sin retroceso M20 |                       | Estados Unidos        | 75 mm                 | Ordnance Department Small Arms Division |

#### SAM
| Nombre             | Fotografía | País de origen  | Tipo de armamento                                                                                           | Sistema de guía del misil | Fabricante del vehículo | Diseñador del misil                         |
| SAM                | SAM        | SAM             | SAM | SAM                       | SAM | SAM                                         |
| ------------------ | ---------- | --------------- | --- | ------------------------- | --- | ------------------------------------------- |
| 9K311/9M311 Strela |            | Unión Soviética | Sistema antiaéreo que consta de un vehículo anfíbio BRDM-2 y un montaje de cuatro misiles tierra-aire 9M31. | Búsqueda por infrarrojos  | GAZ (fabricación del vehículo lanzador).Planta de construcción de maquinaria de Arzamas (fabricación del vehículo lanzador). | KB Tochmash (diseño del misil tierra-aire). |

#### MANPADS
| Nombre        | Imagen  | Origen          | Tipo    | Sistema de guía          | Fabricante |
| MANPADS       | MANPADS | MANPADS         | MANPADS | MANPADS                  | MANPADS    |
| ------------- | ------- | --------------- | ------- | ------------------------ | ---------- |
| 9K32 Strela-2 |         | Unión Soviética | MANPADS | Búsqueda por infrarrojos | KBM        |

#### Artillería antiaérea
| Nombre               | Imagen               | Origen               | Tipo                                                            | Calibre              | Fabricante                                      |
| Artillería antiaérea | Artillería antiaérea | Artillería antiaérea | Artillería antiaérea                                            | Artillería antiaérea | Artillería antiaérea                            |
| -------------------- | -------------------- | -------------------- | --------------------------------------------------------------- | -------------------- | ----------------------------------------------- |
| KS-19                |                      | Unión Soviética      | Artillería antiaérea                                            | 100mm                |                                                 |
| AZP S-60             |                      | Unión Soviética      | Artillería antiaéreaCañón automático                            | 57mm                 | TsAKB                                           |
| M1939 (61-K)         |                      | Unión Soviética      | Artillería antiaéreaCañón automático                            | 37mm                 | Planta de construcción de maquinaria de Kalinin |
| ZSU-23-2             |                      | Unión Soviética      | Artillería antiaéreaCañón automático                            | 23mm                 | KBP Instrument Design Bureau                    |
| ZPU-4                |                      | Unión Soviética      | Sistema antiaéreo formado por cuatro ametralladoras pesadas KPV | 14.5 × 114 mm        | Planta Degtiariov                               |

### Operaciones militares
El ejército mauritano ha participado en la Operación Libertad Duradera-Trans Sahara. La participación antiterrorista anterior de los Estados Unidos, incluyó la capacitación de las tropas mauritanas en el marco de la Iniciativa Pan Sahel, un equipo de formación del décimo grupo de fuerzas especiales, llevó a cabo un programa de formación de vigilancia de fronteras de una semana de duración, en enero de 2004.

### Organización
El ejército mauritano tiene 15.000 efectivos, según el IISS, repartidos en seis regiones militares, dos batallones de caballería de camellos, un batallón de carros de combate T-55, un escuadrón de reconocimiento blindado, ocho batallones de infantería de guarnición, siete batallones de infantería mecanizada y un batallón de comandos paracaidistas, 3 batallones de artillería, 4 baterías de defensa antiaérea, una compañía de ingenieros y un batallón de guardias. 

### Regiones militares
El ejército mauritano está organizado en seis regiones militares, cada una de las cuales supervisa a varias compañías, aunque hay un batallón de infantería autónomo estacionado en Nuakchot. La 1ª región militar está en Nuadibú, la 2ª región militar está en Zuérate, La 3ª región militar está en Atar, la 4ª región militar se encuentra en Tiyikya, el cuartel general de la 5ª región militar se encuentra en Néma, la 6ª región militar está en la capital, Nuakchot, y la 7ª región militar está en Aleg.

### Vehículos blindados de combate
El ejército mauritano dispone de los siguientes vehículos blindados de combate y reconocimiento militar: Carros de combate principales T-55, vehículos de reconocimiento blindado Alvis Saladin y Panhard AML, así como vehículos blindados de combate equipados con ruedas Panhard M3 y Alvis Saracen.

## Fuerza Aérea de Mauritania

### Aeronaves
| Aeronave                     | Fotografía | Origen         | Tipo                    | Variante | Número  | Notas                                           |
| Combate                      | Combate    | Combate        | Combate                 | Combate  | Combate | Combate                                         |
| ---------------------------- | ---------- | -------------- | ----------------------- | -------- | ------- | ----------------------------------------------- |
| Embraer EMB 314 Super Tucano |            | Brasil         | COIN / ataque           | EMB-312F | 4       |                                                 |
| Reconocimiento               |            |                |                         |          |         |                                                 |
| Cessna 208 Caravan           |            | Estados Unidos | reconocimiento          |          | 2       |                                                 |
| Transporte                   |            |                |                         |          |         |                                                 |
| Basler BT-67                 |            | Estados Unidos | transporte / utilitario |          | 1       | DC-3 modificados con motores P&W PT6A Turboprop |
| Cessna 441                   |            | Estados Unidos | transporte vip          |          | 1       |                                                 |
| Pilatus PC-6                 |            | Suiza          | utilitario              |          | 1       | aeronave con capacidad STOL                     |
| Harbin Y-12                  |            | China          | transporte              |          | 1       |                                                 |
| CASA CN-235                  |            | España         | Transporte              |          | 2       |                                                 |
| Helicópteros                 |            |                |                         |          |         |                                                 |
| Harbin Z-9                   |            | China          | utilitario              |          | 2       |                                                 |
| AgustaWestland AW109         |            | Italia         | utilitario              |          | 2       |                                                 |
| Entrenamiento                |            |                |                         |          |         |                                                 |
| Embraer EMB-312 Tucano       |            | Brasil         | entrenador              |          | 5       |                                                 |
| Aermacchi SF-260             |            | Italia         | entrenador              |          | 4       |                                                 |

## Fuerzas de seguridad mauritanas
Las fuerzas de seguridad mauritanas, se dividen en la Gendarmería Nacional (3.000) y la Guardia Nacional (2.000), ambas dependientes del Ministerio del Interior, otros cuerpos de seguridad reportados por la CIA en 2001, incluyen a la Policía Nacional y la Guardia Presidencial. Según los datos del Instituto Internacional de Estudios Estratégicos (IISS) de 2007, las fuerzas de seguridad mauritanas cuentan con 5.000 agentes de policía y agentes de la Gendarmería nacional.

## Presupuesto de defensa
En 2018, el presupuesto de defensa de las fuerzas armadas de Mauritania, ascendía al 3,9% del producto interno bruto (PIB) del país africano.